# Tetratheca parvifolia
Tetratheca parvifolia är en tvåhjärtbladig växtart som beskrevs av J. Thompson. Tetratheca parvifolia ingår i släktet Tetratheca och familjen Elaeocarpaceae. Inga underarter finns listade i Catalogue of Life.